# Avenida Santa Rita
La avenida Santa Rita o calle 22 es una vía de doble sentido situada en la zona antigua de la ciudad de Santa Marta, la capital del departamento de Magdalena (Colombia). 

## Nombre
Su nombre se debe a la Placita de Santa Rita, se celebraban las fiestas en honor a Santa Rita de Acasia, y que en 1876 estaba ubicada entre la actual avenida la y la actual carrera 2. Allí se celebraban fiestas de carácter religioso, cerca de la calle donde se encuentra la iglesia San Juan de Dios.

## Descripción
La avenida Santa Rita marca el ímite sur del centro histórico de Santa Marta. Esta comienza a orillas del mar Caribe, en la bahía de Santa Marta, a la altura del malecón o avenida Rodrigo de Bastidas. En este encuentran varias construcciones de valor histórico y cultural y comercial, como el antiguo hospital de San Juan de Dios, la Marina de Santa Marta y la Casa El Castillo.
A su vez, entre las carreras 7 y 8 marca el límite sur del Cementerio San Miguel, que antiguamente se encontraba por fuera del casco urbano y se extendía más allá de la avenida.

## Galería

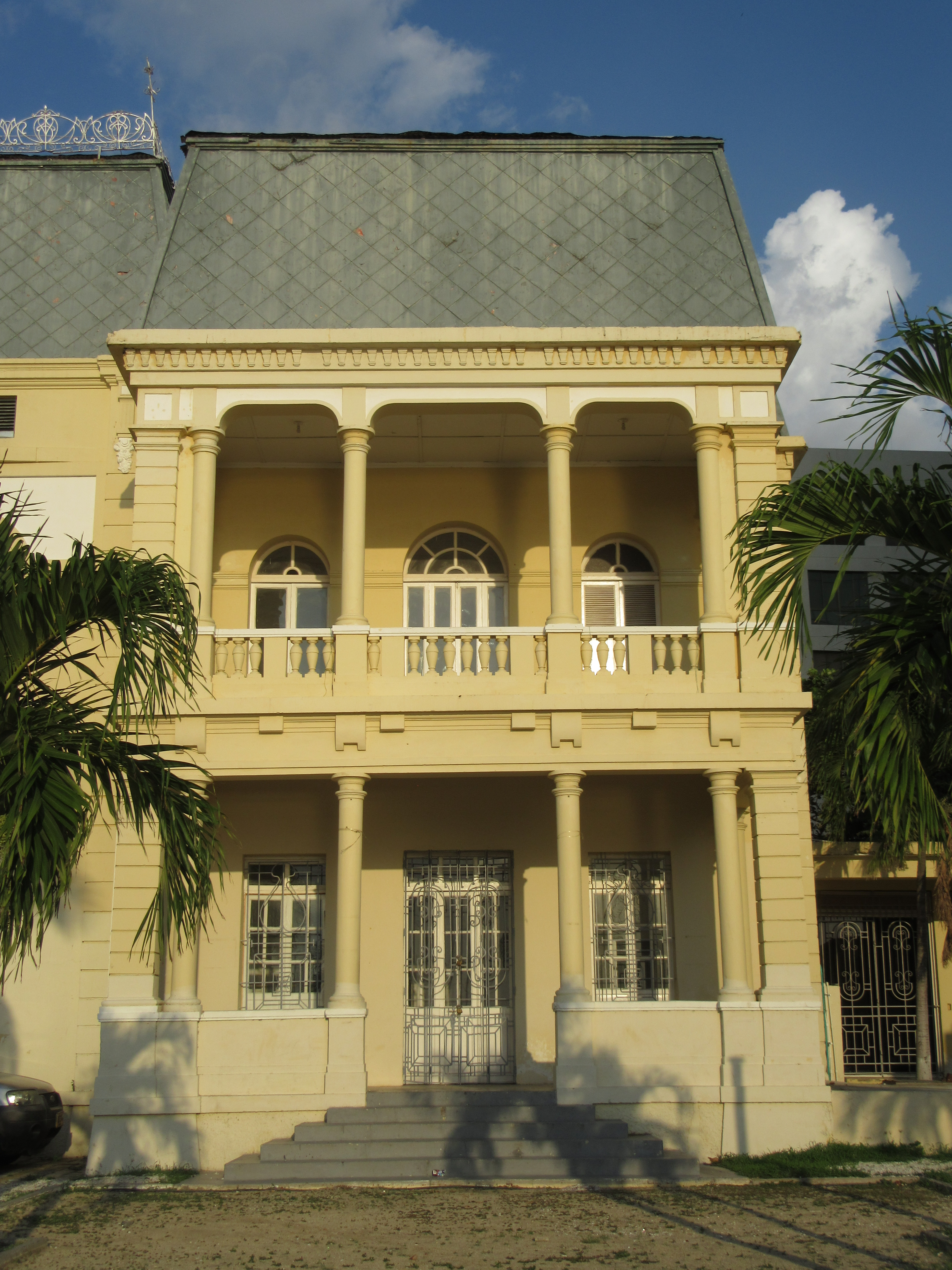
Casa Serrano (El Castillo)
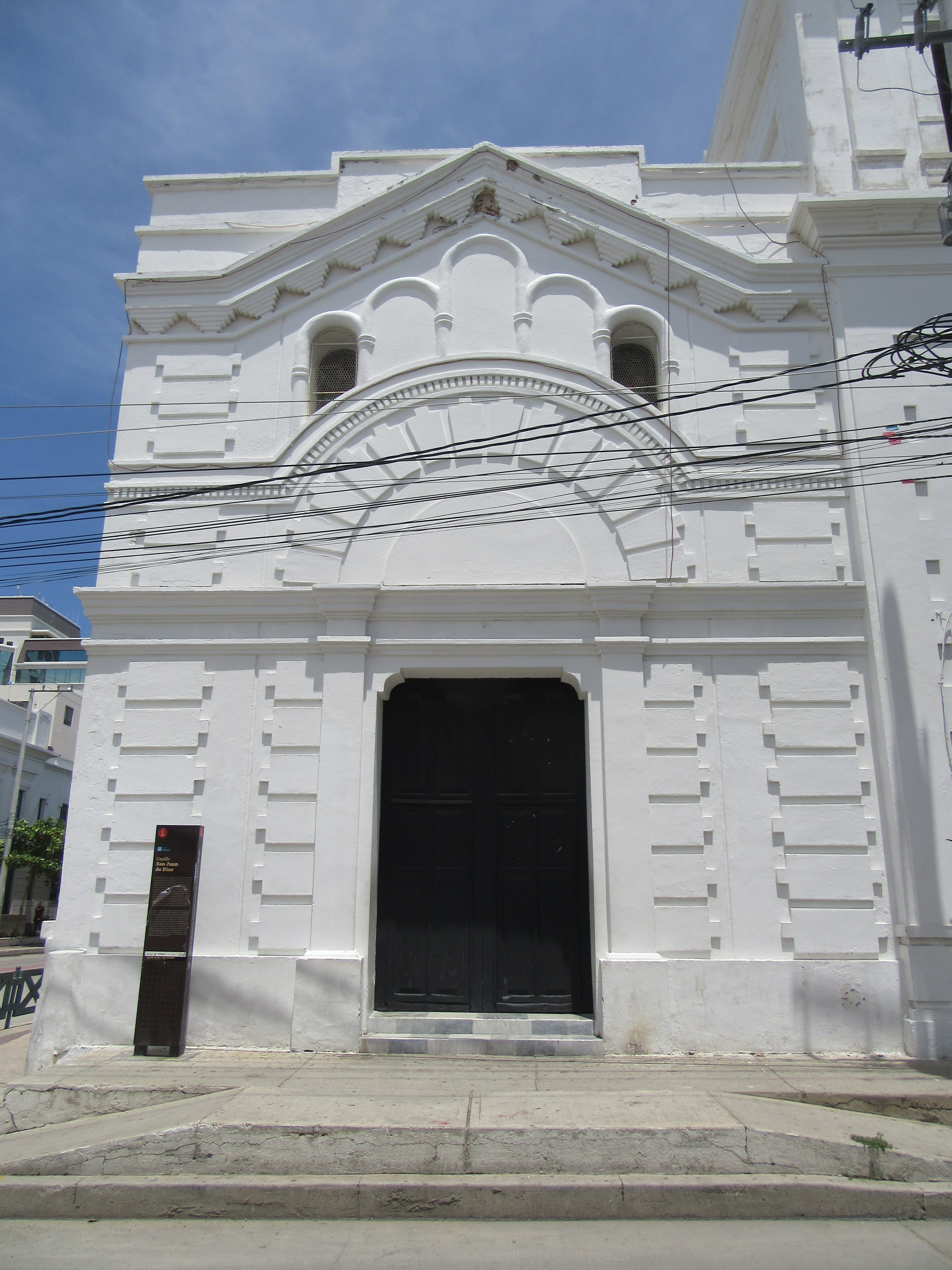
Capilla San Juan de Dios
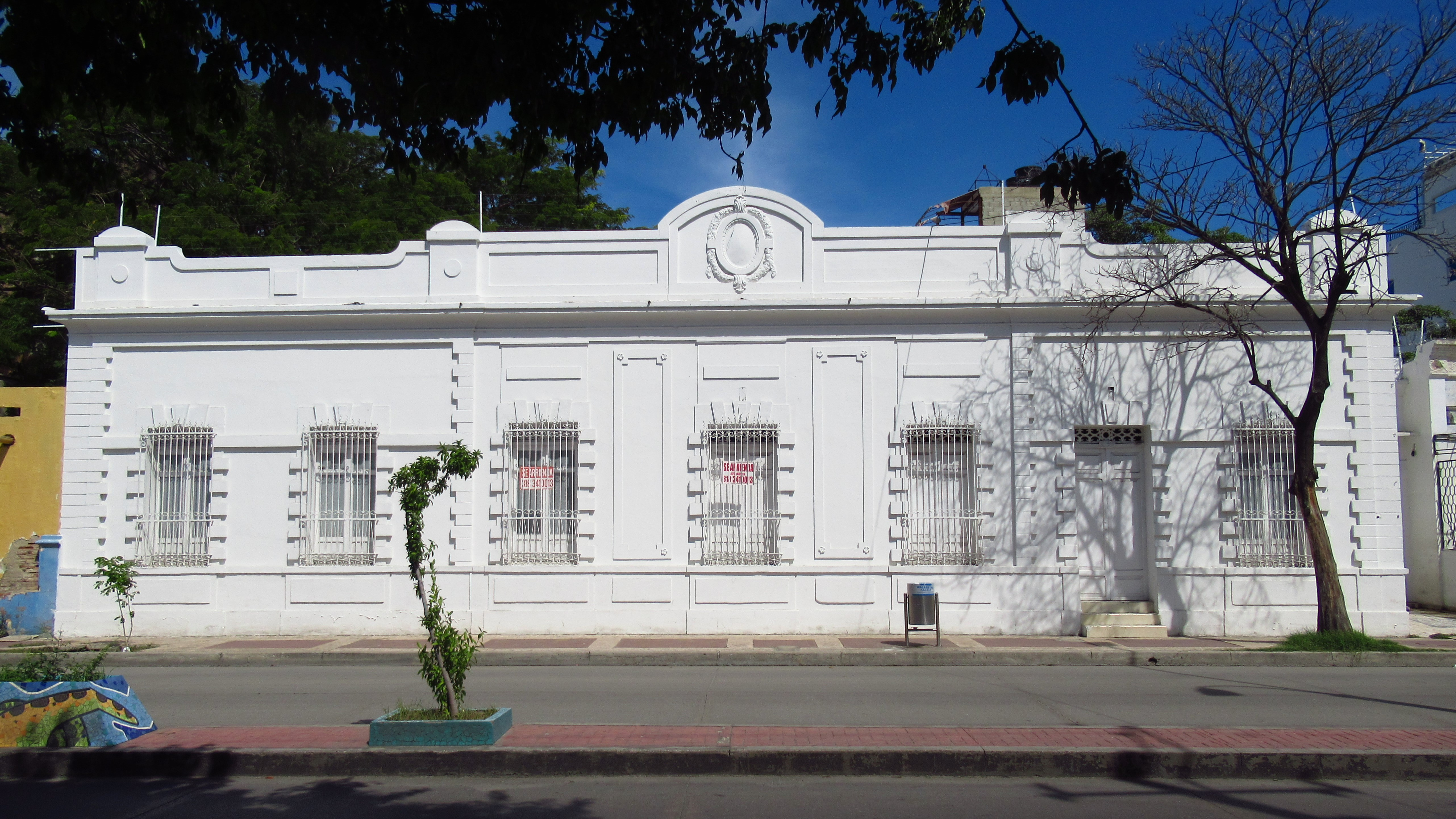
Fachada cerca del malecón
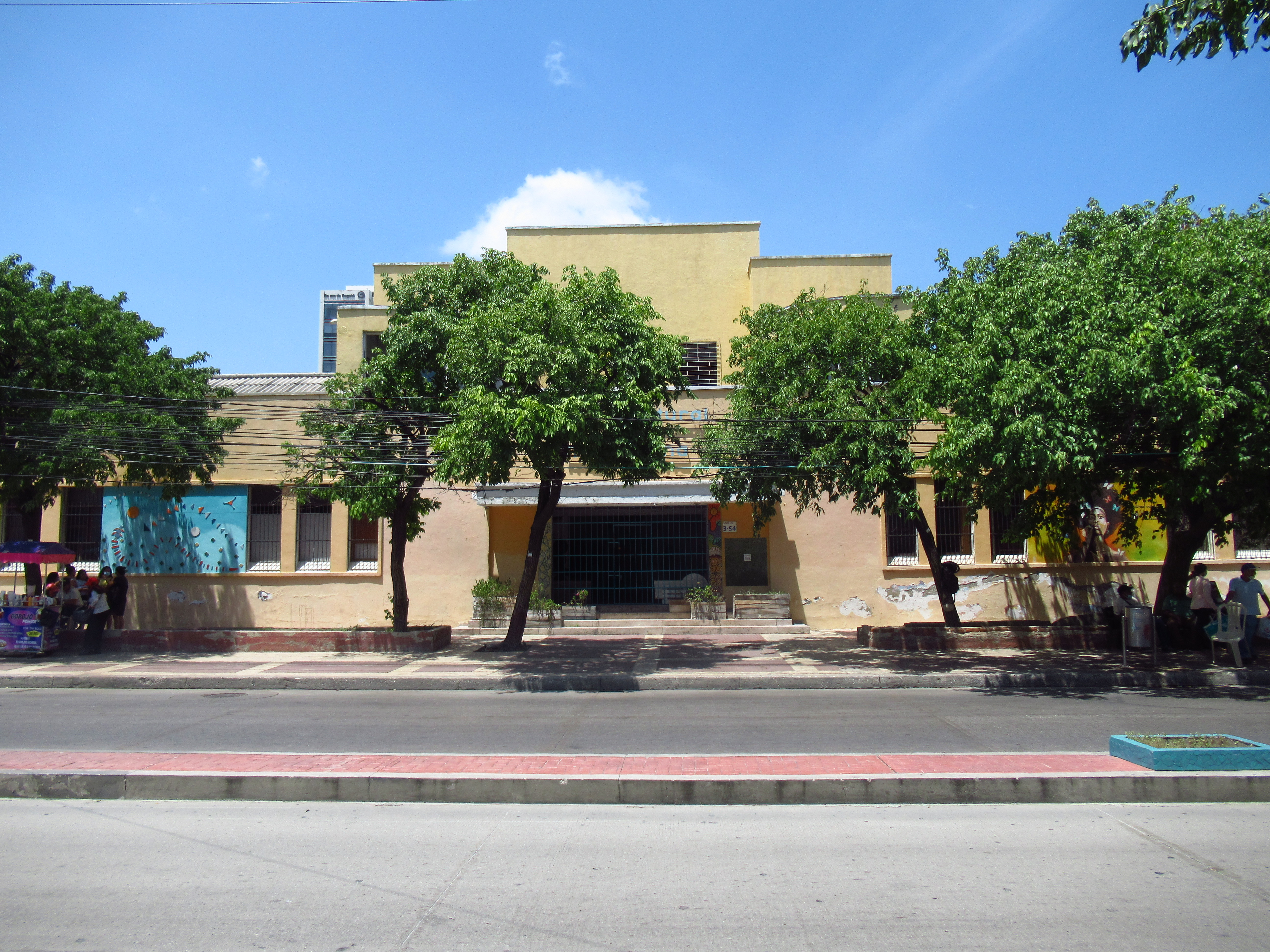
Centro Cultural del Magdalena
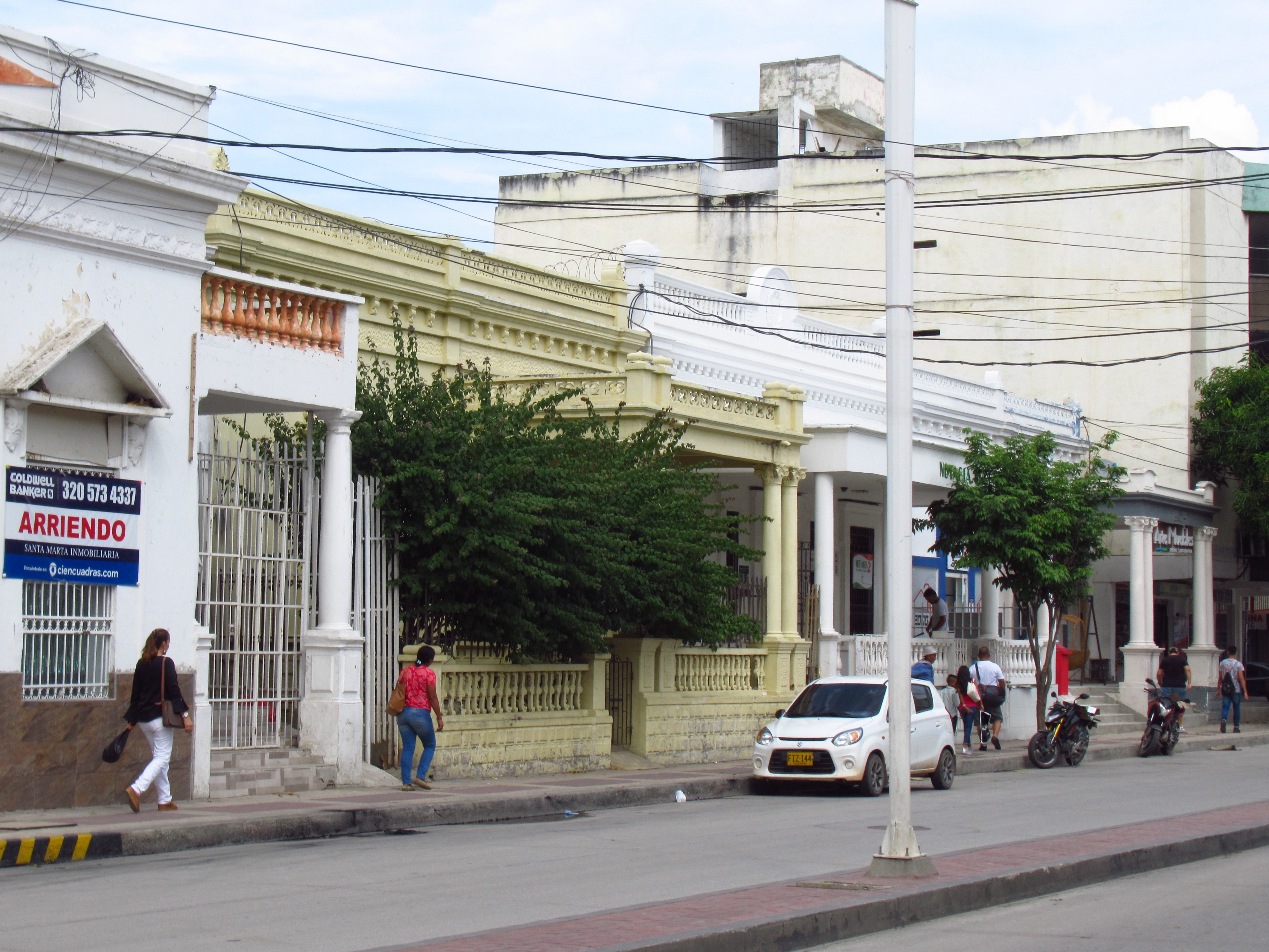
Fachadas neoclásicas en la carrera 4
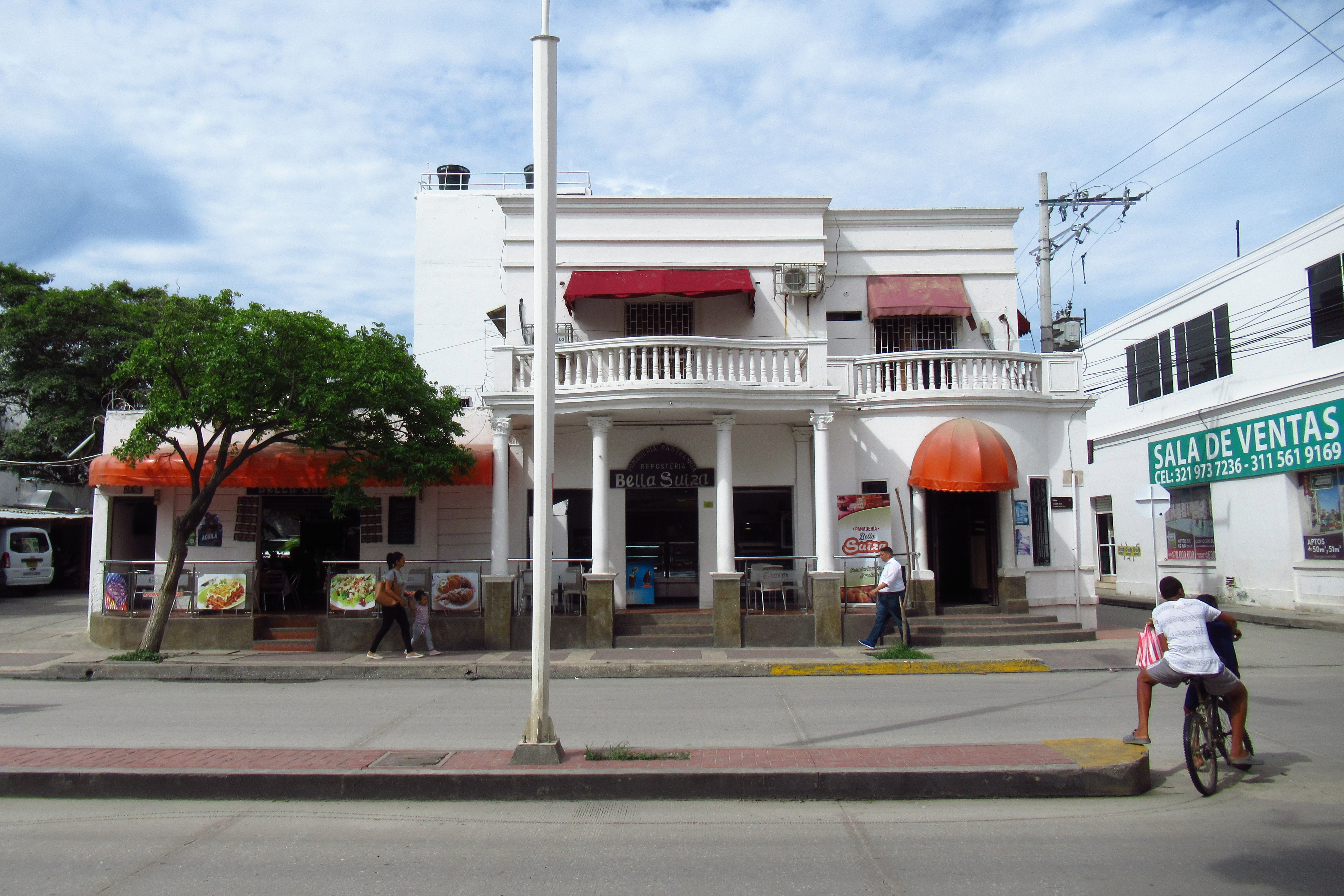
Repostería Bella Suiza, de fachada neoclásica